# Varyag (1901)
El Varyag fue un crucero protegido encargado por la Armada Imperial Rusa a los astilleros estadounidenses W. Cramp, de Filadelfia, donde fue puesto en grada en 1898. Estaba diseñado para la guerra de corso en mares lejanos. El Varyag se hizo famoso por el estoicismo de su tripulación en la Batalla de Chemulpo. Se hundió camino del desguace en 1920 y fue desguazado entre 1923 y 1925.

## Características
Su armamento principal, de 12 cañones de 152 mm, dos a proa, dos a popa y el resto estaba emplazado en torretas o barbetas de una sola pieza en las bandas.
En las pruebas de máquinas, el Varyag alcanzó los 24,6 nudos que, en buques de este tipo y dimensiones, se consideraba una notable velocidad.

## Historial
El Almirantazgo Imperial contrató la construcción de la nave a los astilleros William Cramp and Sons de Filadelfia, y su quilla fue puesta en grada en octubre de 1898, siendo botado el 31 de octubre de 1899, y puesto mando del capitán Vladimir Behr, fue asignado en la Armada Imperial Rusa el 2 de enero de 1901.
Durante la Batalla de Chemulpo en el inicio de la Guerra ruso-japonesa, el Varyag al mando del capitán Vsévolod Rúdnev aceptó una batalla desigual con la escuadra del contralmirante japonés Uryu Sotokichi (un crucero acorazado, cinco cruceros protegidos y tres torpederos) en un heroico intento de salir del puerto de Chemulpo (hoy Incheon, Corea del Sur) el 9 de febrero de 1904. Chemulpo era un puerto teóricamente neutral en aguas coreanas. El contralmirante Sotokichi envío al comandante del Varyag un ultimátum por escrito conminándole a rendirse o al abandono del puerto antes de las 12:00 del mediodía, so pena de destruir su pequeña flota, en el propio puerto. El capitán Rudnev salió del puerto, acompañado por el cañonero de 1355 t Koreyets; para intentar ganar alta mar. Sin embargo, la escuadra naval japonesa no les concedió la oportunidad y ambos buques fueron cañoneados por la artillería de los barcos japoneses. Los rusos tuvieron durante el combate un total de 222 bajas, entre muertos y heridos (de 570) y, los dos barcos regresaron a puerto antes de la 1:00 de la tarde, la tripulación decidió no rendirse, pero hundieron los barcos. La tripulación fue salvada por su transferencia a los cruceros HMS Talbot, el francés Pascal y el italiano Elba; el capitán del cañonero estadounidense USS Vicksburg declinó hacerlo considerándolo como una violación de la neutralidad de los Estados Unidos.

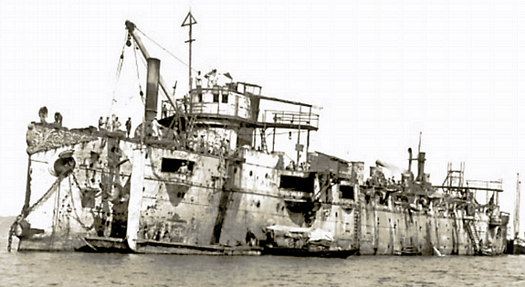
El Varyag hundido después de la batalla, 1904.

Reflotado por los japoneses, fue reconstruido en Yokosuka en 1906, rebautizado Sōya  y clasificado como crucero ligero
Sus calderas tipo Niclausse fueron reemplazadas por las japonesas Miyabara en 1907 y mejorado su armamento con 2 piezas de 75 mm y varias de 47 mm, siendo convertido en buque escuela para los cadetes de la Armada.
Durante la Primera Guerra Mundial, Rusia y Japón eran aliados y varias naves capturadas durante la guerra ruso-japonesa fueron vendidas por los japoneses a los rusos. Fue devuelto a la Armada Imperial Rusa en Vladivostok el 5 de abril de 1916 y rebautizado Varyag. En junio, zarpó destinado a Murmansk a través del Océano Índico, llegando en noviembre de 1916. Fue enviado a Gran Bretaña para una revisión en los astilleros Cammell Laird  en febrero de 1917, y se tenía programado que volviera al servicio destinado a la flota del Ártico ruso. Sin embargo, tras la Revolución Rusa de Octubre, el 7 de noviembre de 1917 los tripulantes que se habían quedado a bordo izaron la bandera roja y se negaron a zarpar. El 8 de diciembre de 1917 fue asaltado y reducida su tripulación por un destacamento de soldados británicos. El gobierno británico retuvo todas las naves rusas que estaban en sus puertos. Por el Varyag se exigió el pago de 300 000 libras esterlinas. El gobierno rojo se negó a pagar las deudas contraídas por el Zar, por lo que fue asignado a la Royal Navy en febrero de 1918 y encalló mientras era remolcado en la costa de Irlanda, pero fue puesto a flote y utilizado como pontón hasta 1919. Fue vendido a una firma alemana en 1920 como chatarra, pero una tormenta lo arrojó contra unos arrecifes cerca del pueblo escocés de Lendalfoot (Coordenadas: 55°11'03" N 04°56'30" W) en el fiordo de Clyde, mientras era remolcado a Alemania. Fue desguazado en el lugar entre 1923 y 1925. 
En 1907 Vsevolod Rudnev, por aquel entonces retirado del servicio naval ruso con el rango de contralmirante, fue condecorado con la japonesa Orden del Sol Naciente por su heroísmo en la batalla; a pesar de que aceptó la orden, nunca la llevaba en público.

## Galería

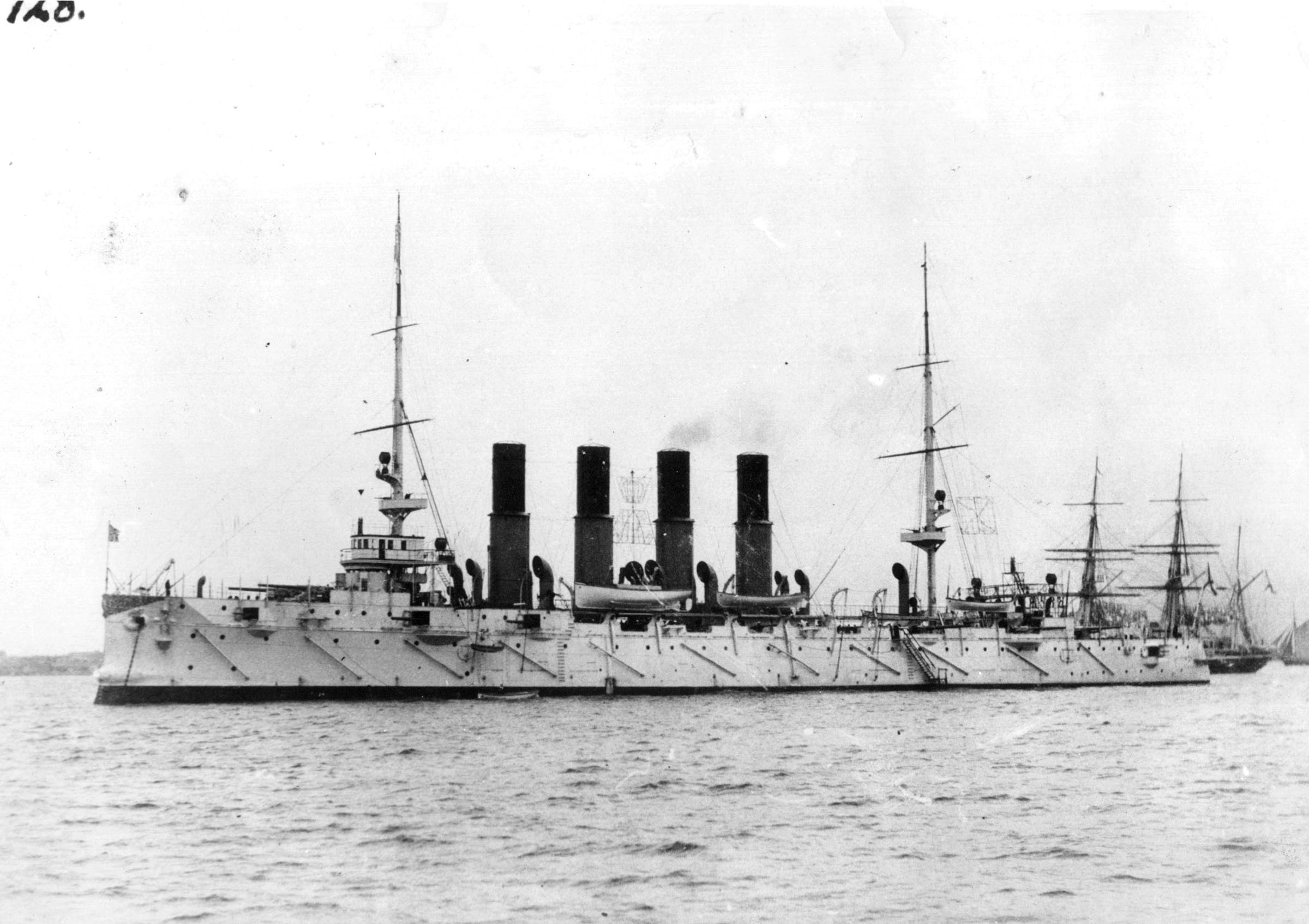
El Varyag en Kronstadt, 1901
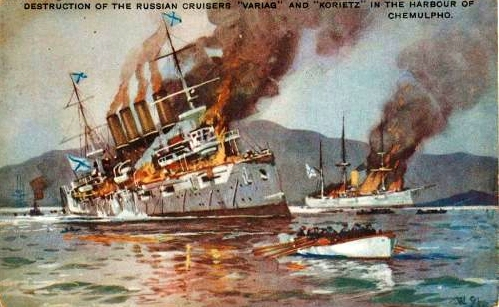
Postal de propaganda del hundimiento del crucero ruso Varyag en la batalla de la Bahía de Chemulpo, en 1904
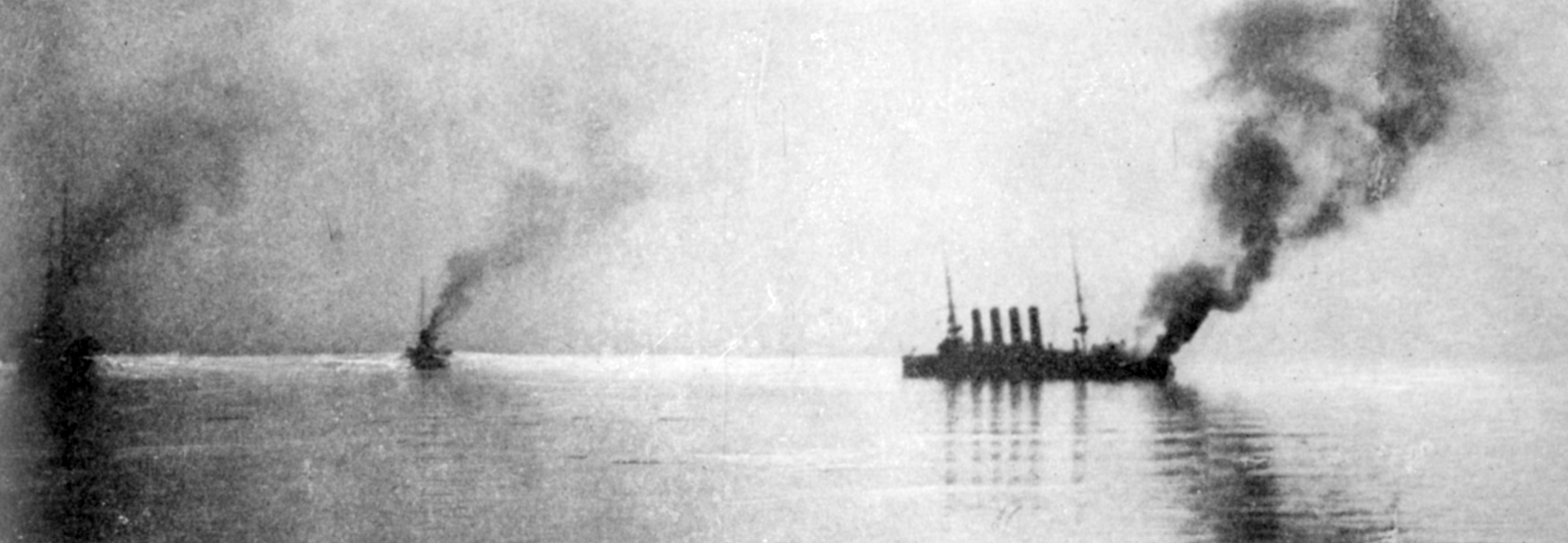
El Varyag con fuego a popa durante la batalla de Chemulpo
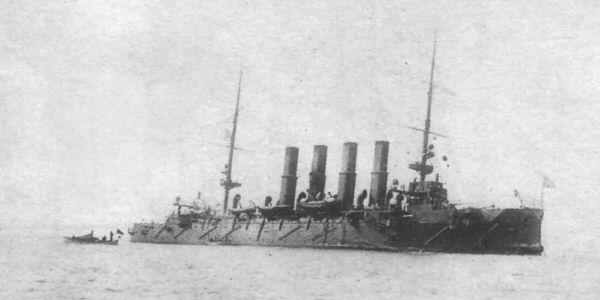
El Varyag dañado después de la batalla, antes de ser echado a pique. 9 de febrero de 1904
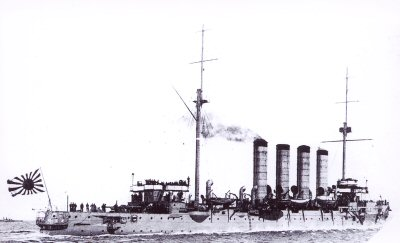
El crucero japonés Sōya, ex-Varyag, en una vieja postal
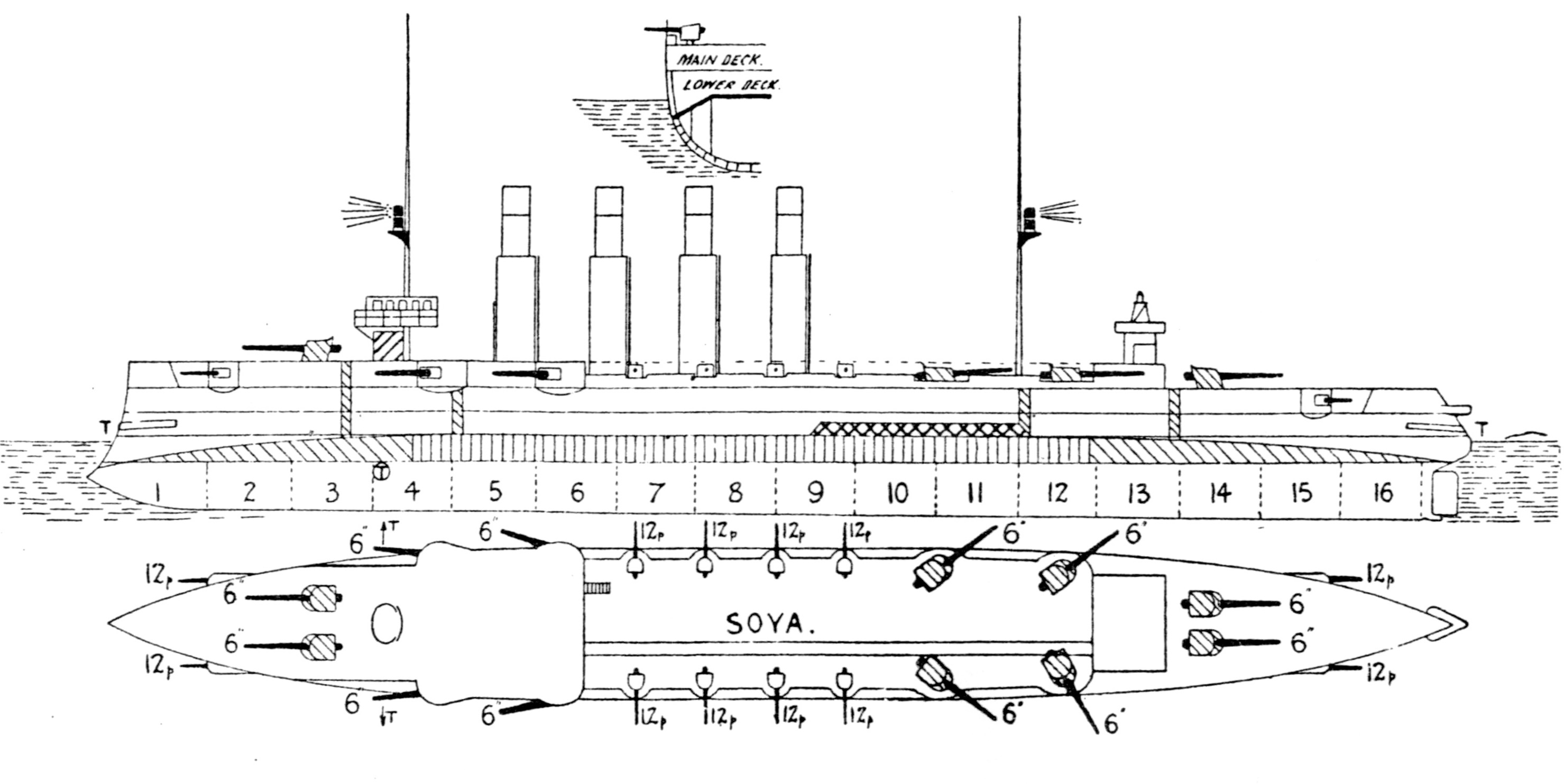
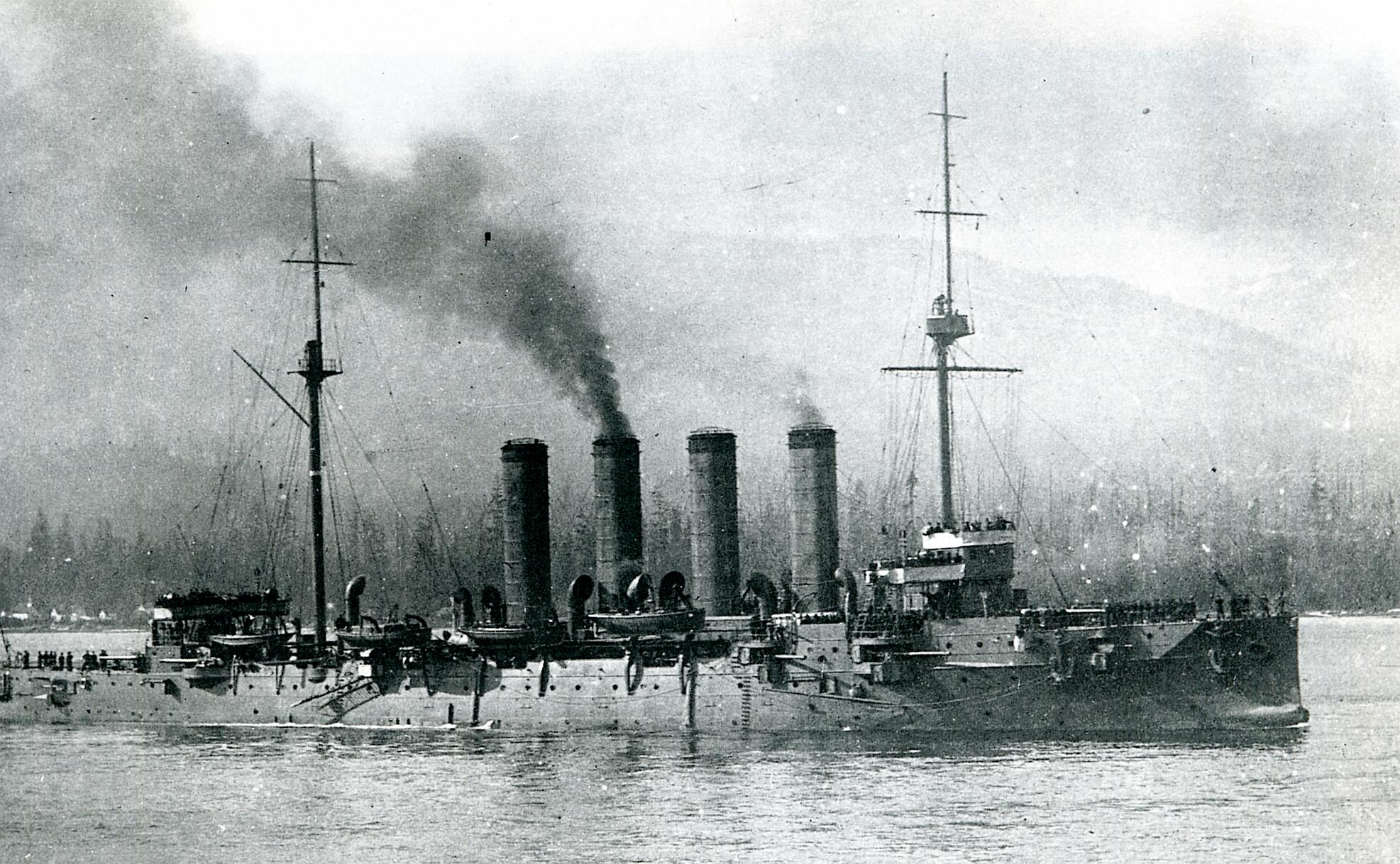
Crucero ligero Sōya en 1909 a la entrada del puerto de Vancouver
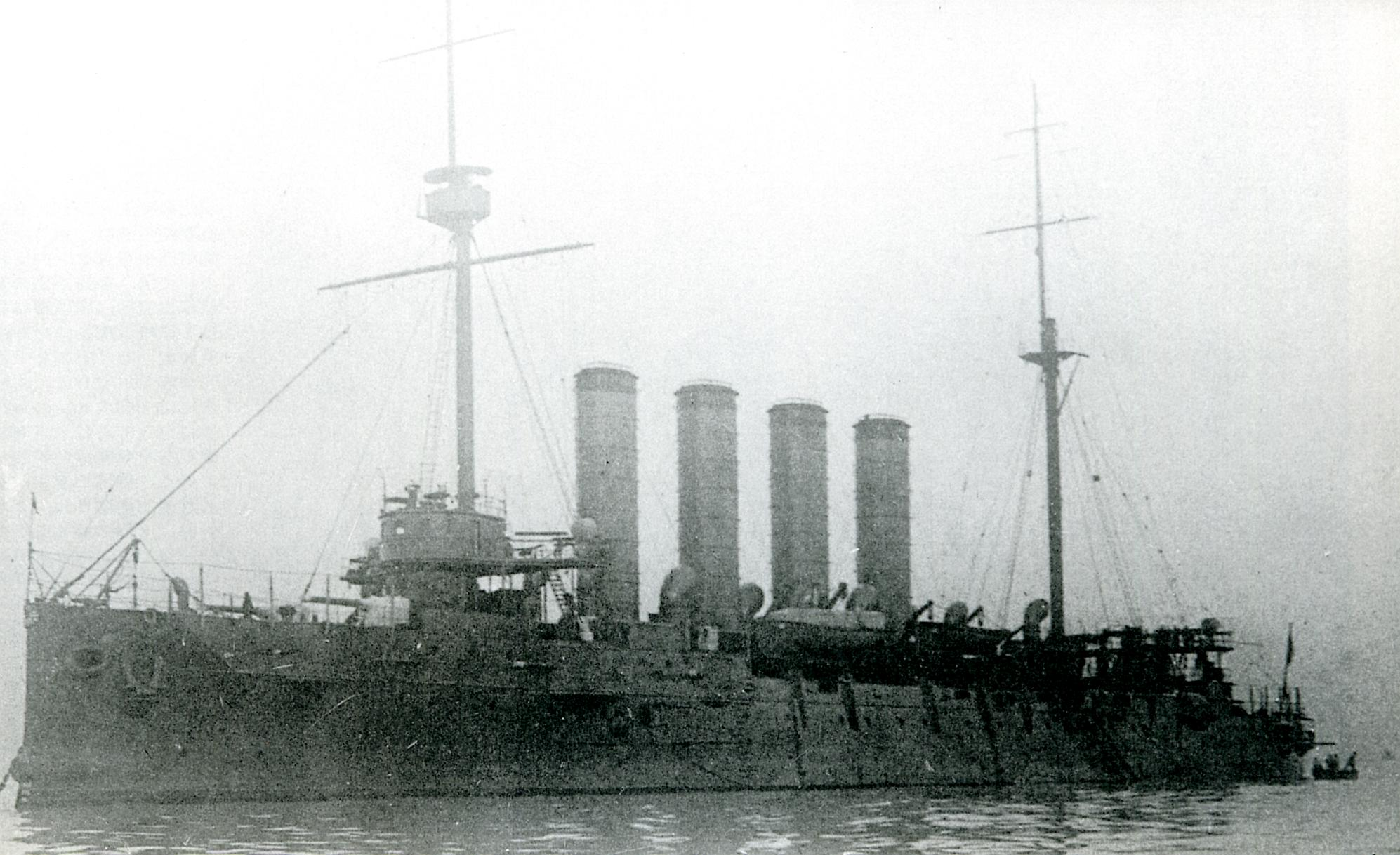
Crucero ligero Sōya en 1911
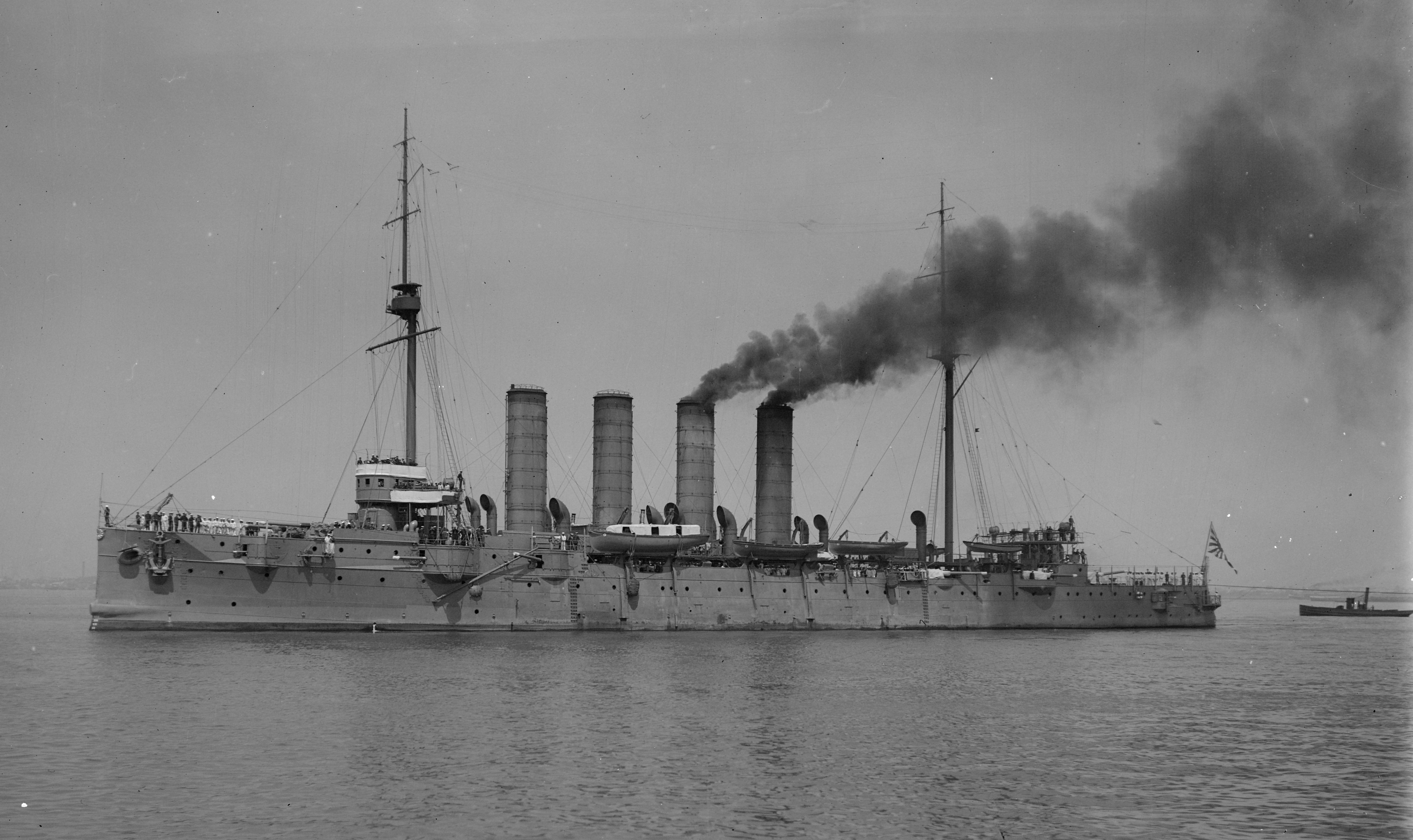
Crucero Sōya
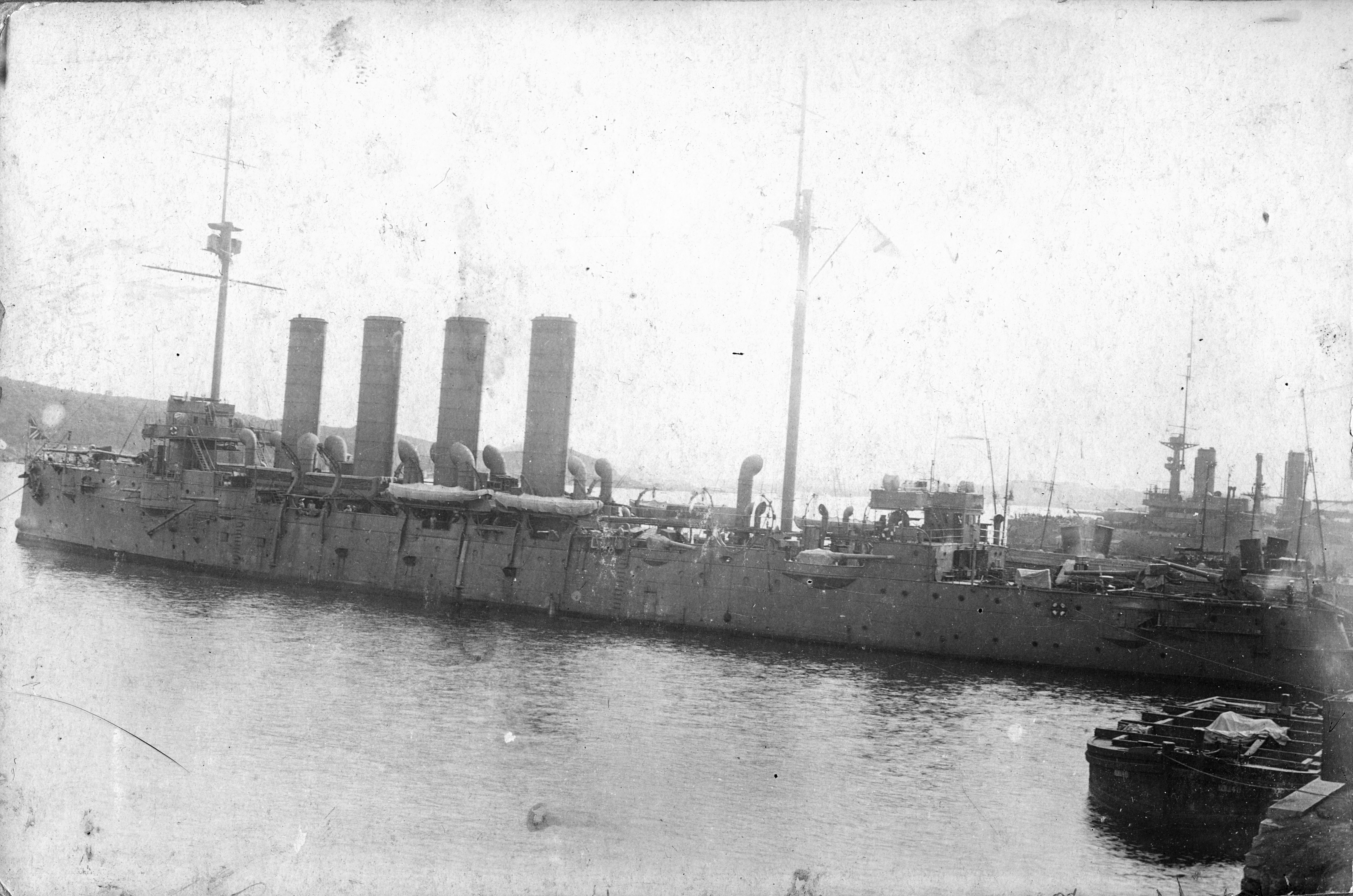
El Varyag en 1916, detrás el acorazado Chesma
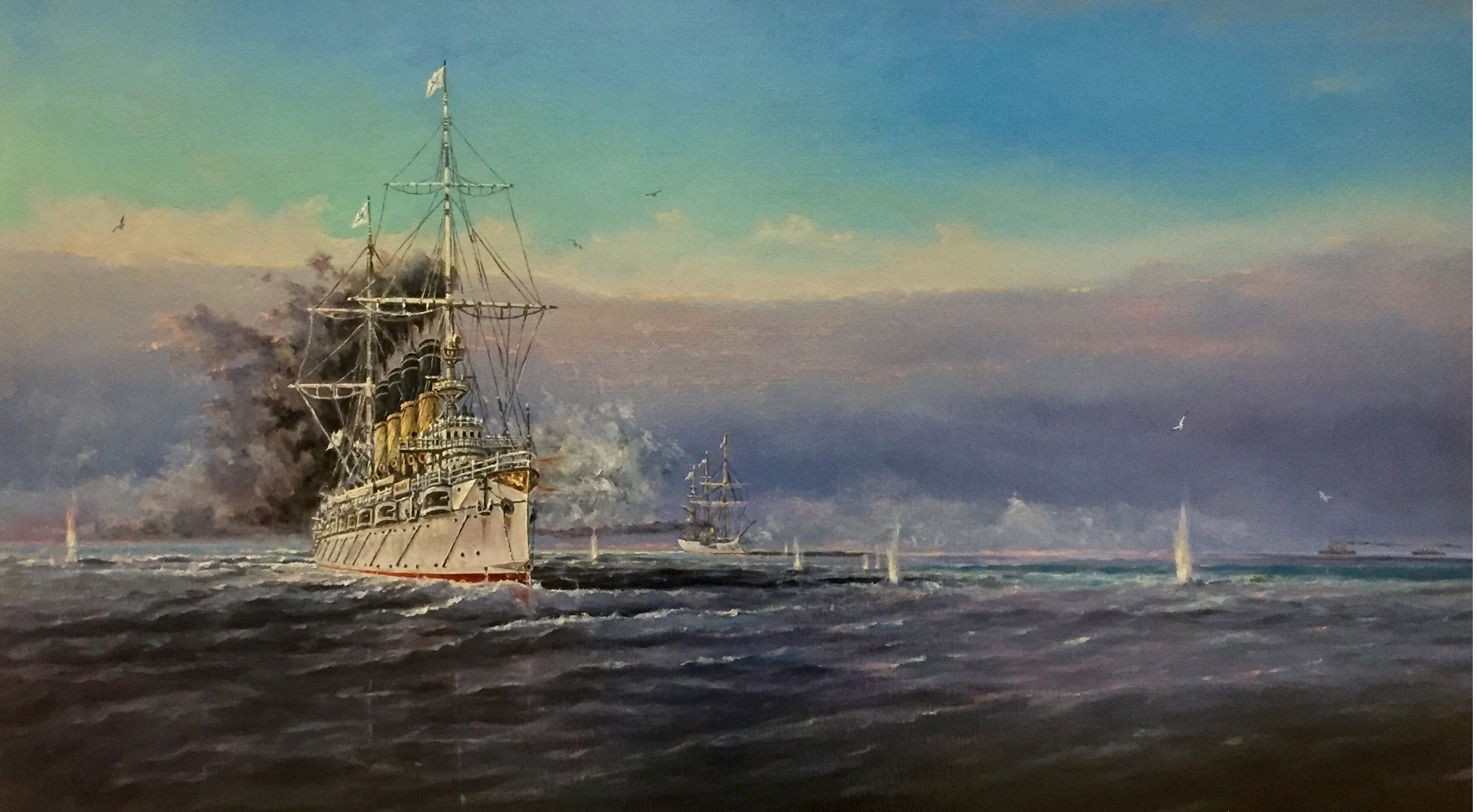
Vladimir Kosov. Batalla de Chemulpo. El último desfile del crucero "Varyag"